# Lajinha
Lajinha es un municipio brasilero del estado de Minas Gerais. 

## Historia
En 1916, la sede del distrito de Santana del José Pedro - actual municipio de São José do Mantimento, conforme ley Estatal N. 556, del 30 de agosto de 1911 fue transferida para la población del Lajinha del Chalé. La reducción del nombre a Lajinha se dio en 1929. Pasó a ser municipio en 1938, separándose de Ipanema.
Su población estimada en 2009 era de 17.678 habitantes. 